# Trachyphrynium
Trachyphrynium es un género monotípico de plantas herbáceas de la familia Marantaceae. Su única especie: Trachyphrynium braunianum (K.Schum.) Baker in D.Oliver & auct. suc. (eds.), Fl. Trop. Afr. 7: 319 (1898) es originaria del oeste de África tropical hasta Uganda.

## Sinonimia
- Hybophrynium braunianum K.Schum., Bot. Jahrb. Syst. 15: 428 (1892).
- Bamburanta arnoldiana L.Linden, Semaine Hort. 4: 463 (1900).[1]